# Gattico
Gattico é uma comuna italiana da região do Piemonte, província de Novara, com cerca de 3.134 habitantes. Estende-se por uma área de 16 km², tendo uma densidade populacional de 196 hab/km². Faz fronteira com Borgomanero, Comignago, Invorio, Oleggio Castello, Paruzzaro, Veruno.

## Demografia
| Variação demográfica do município entre 1861 e 2011                               |
|                                                                                   |
| Fonte: Istituto Nazionale di Statistica (ISTAT) - Elaboração gráfica da Wikipedia |